# عزرا دنكور
الحاخام عزرا دنكور (1848-1930)، وهو الحاخام الأكبر لطائفة يهود العراق في بغداد للفترة من عام 1923 إلى عام 1926، ويعتبر مؤسس أول شركة للنشر والطباعة في بغداد.

## ولادته وتعليمه
ولد عزرا ساسون بن رؤوفان دانغور عام 1848 في بغداد. وتلقى تعليمه في المدارس اليهودية ببغداد، حيث درس تحت قيادة الحاخام عبد الله سموخ.

## مهنته واعماله
عمل دانغور كمسؤول وراعي للطقوس اليهودية في الذبح من عام 1880 حتى 1886 إذ كان يعمل كاتبا مسؤولا عن كتابة الوثائق الصادرة عن بيت العبادة للطائفة اليهودية في بغداد.
وكان دانغور الحاخام الأكبر لبورما في عام 1893 أو 1894 لكنه اضطر إلى العودة إلى بغداد في عام 1895 بسبب اعتلال الصحة.
انشأ دانغور وبنى أول مطبعة في بغداد، والتي طبعت الكتب المدرسية العربية بالإضافة إلى الكتب باللغة العبرية. كما كتب دانغور وألف العديد من الكتب والتعليقات على التوراة.
شغل دانغور منصب الحاخام الأكبر ليهود العراق للفترة من 1923 - 1929

## أولاده

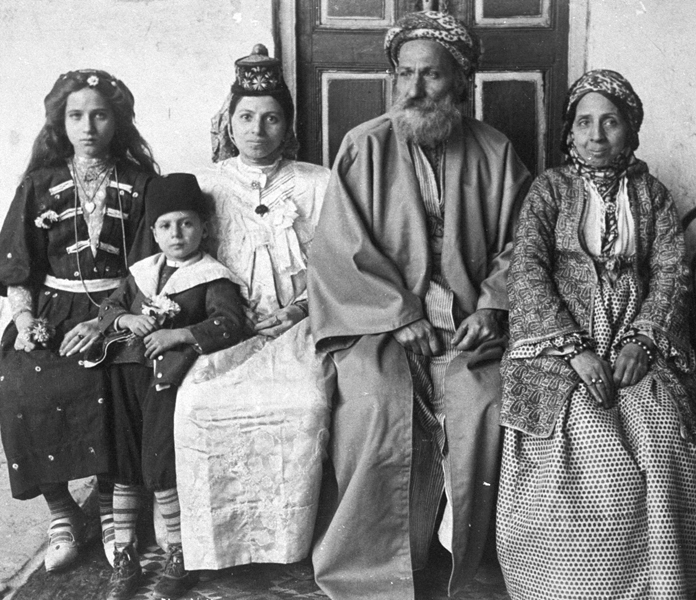
الحاخام عزرا دنكور وعائلته في عام 1910م في بغداد

كان لدى دانغور خمسة أطفال: سيون، وعبد الله جوزيف، فرحة (التي تزوجت من شاؤول بصري)، وإلياهو وموشيه.

## وفاته
توفي دانغور في عام 1930. وكان جد سيد نعيم إلياهو دانغور (1914-2015) والجد الأكبر لديفيد دانغور.